# أدريانا دي باروس
أدريانا دي باروس (بالإنجليزية: Adriana de Barros)‏ (1976، كالداس دا رينها في البرتغال)؛ كاتِبة، فنانة وشاعرة كندية-برتغالية.

## روابط خارجية
- أدريانا دي باروس على موقع IMDb (الإنجليزية)